# Jolke Siderius
Jolke Siderius (Rauwerderhem, 11 januari 1890 - Paterswolde, 25 juni 1969) was een Nederlandse ambtenaar en burgemeester.

## Biografie
Siderius was een zoon van de timmerknecht en latere postbode Hendrik Siderius en Tietje Jolkes Bruinsma. Hij was gehuwd met en gescheiden van Tjitske van der Goot uit Rauwerderhem.
Siderius was commies chef ter secretarie in Steenwijk voor hij in 1921 de gemeentesecretaris van Hindeloopen werd. In 1927 werd hij burgemeester van Termunten. Hij vervulde dat ambt tot 1932. Van 20 juni 1932 tot 10 september 1942 was hij burgemeester van Nieuwe Pekela. Op 17 augustus van dat jaar had hij om gezondheidsredenen ontslag aangevraagd. Siderius werd opgevolgd door de NSB-burgemeester Th. Heeg.